# Maehwa-dong
Maehwa-dong (koreanska: 매화동) är en stadsdel i staden Siheung i provinsen Gyeonggi i Sydkorea, 22 km sydväst om huvudstaden Seoul.